# Петър Чергиланов
Петър Ненов Чергиланов е български офицер от армията и от Държавна сигурност (генерал-лейтенант).

## Биография
Петър Чергиланов е роден на 2 ноември 1924 година в София в работническо семейство. Баща му, родом от Лясковец, работи 14 години като сезонен градинар в Унгария, след което се установява в София и се издържа като общ работник. Той умира от перитонит, когато Петър е на 7 години, и семейството се връща в Лясковец.
Чергиланов учи в Средното земеделско училище „Образцов чифлик“ край Русе. Там първоначално се включва профашисткия Съюз на българските национални легиони, но през 1939 година вече е член на комунистическия Работнически младежки съюз, като през 1941 година става секретар на организацията му в училището. През 1943 година завършва земеделското училище и, след като работи за кратко като разтоварвач в бившата Горнооряховска пивоварна, след което служи в Петдесет и втори пехотен моравски полк във Враня. На 4 август 1944 година дезертира с няколко други войници и се присъединява към Югославска народна освободителна армия, откъдето е препратен във Войнишка партизанска бригада „Георги Димитров“. По това време става член на Българската комунистическа партия.
След Деветосептемврийския преврат от 1944 година Петър Чергиланов става доброволец в Българо-германската война. След кратък престой на фронта служи в Кюстендил, а от 1 януари 1945 година е политкомисар на танков батальон в София. През 1946 година преминава едногодишен курс в Народното военно училище „Васил Левски“ и на 31 октомври 1946 година е произведен в капитан, а през 1947 година получава командването на танков батальон. През 1949 година е изпратен на едногодишен курс в бронетанкова школа в Съветския съюз, от 27 април 1950 година е майор, а през 1951 година става командващ на Осми танков полк в Казанлък. През 1953 година е повишен в подполковник и командващ Единадесета танкова бригада в Пловдив. Той остава на този пост до есента на 1955 година, когато е изпратен на тригодишен курс във Военната академия „Георги Раковски“. Служебните му характеристики от този период многократно отбелязват неговата избухливост и грубо отношение към подчинените.
На 20 май 1958 година Чергиланов е повишен в полковник, а след като завършва Военната академия в края на годината е назначен в Разузнавателното управление на Генералния щаб. През януари 1959 година е изпратен като военен аташе в Източна Германия, където активно изучава немски. През март 1961 година е прехвърлен като военен аташе във Великобритания, където остава до 30 август 1962 година. През ноември 1962 година отново заема поста на командир на Единадесета танкова бригада, който заема до 11 май, когато е прехвърлен в Държавна сигурност.
Петър Чергиланов постъпва в Държавна сигурност на 21 май 1963 година, направо като заместник-началник на Трето управление (военно контраразузнаване), а през септември заминава на петмесечен курс за специална подготовка в школата на КГБ „Феликс Дзержински“ в Москва. През 1973 година преминава тримесечен курс в Академията за обществени науки и социално управление, на 3 септември е повишен в генерал-майор и на 25 октомври е назначен за началник на Трето управление. Остава на този пост до 6 март 1989 година, когато е освободен от Държавна сигурност при разместванията в ръководството на вътрешното министерство при смяната на дългогодишния министър Димитър Стоянов с Георги Танев.
През 1992 година Чергиланов, заедно с генерал Костадин Коцалиев и още двама офицери, е обвинен в злоупотреба с власт при следствието срещу Димитър Димитров, бивш офицер от военното разузнаване, който е осъден на смърт за шпионаж и екзекутиран през 1986 година. Чергиланов е арестуван за повече от девет месеца, но в крайна сметка делото е прекратено от съда през 2003 година.
Петър Чергиланов умира през 2009 година.

## Семейство
През юли 1955 година Петър Чергиланов се жени за Пенка Делчева от Спасово, Чирпанско, която е завършила педагогическо образование в Пловдив. Тяхна дъщеря е Антония Чергиланова, омъжена между 1982 и 1988 година за станалия по-късно известен бизнесмен Илия Павлов. В печата от 90-те години често се коментира евентуална роля на Чергиланов в търговските успехи на Павлов, но съвременните изследователи смятат пряката връзка за неправдоподобна, отчитайки фактите, че Чергиланов не одобрява брака на дъщеря си и през целия си живот е известен със стриктния си характер. В същото време бракът може би е помогнал на Павлов да влезе в социалните кръгове на висшето ръководство на Държавна сигурност, което да е подпомогнало по-късната му кариера.

## Образование
- Средно земеделско училище „Образцов чифлик“ (до 1943)
- Военно училище, София 11 месечен курс (1946)
- Бронетанкова академия, Ленинград 1-годишен курс (1949)
- Военна академия „Г.С.Раковски“, Оперативен факултет (октомври 1955-октомври 1958)
- Висша школа на КГБ „Феликс Дзержински“, СССР (1 септември 1963 – 3 февруари 1964)

## Военни звания
- капитан – 31 октомври 1946
- майор – 27 април 1950
- Подполковник – 4 май 1953
- Полковник – 20 май 1958
- Генерал-майор – 3 септември 1973
- Генерал-лейтенант (?)

## Награди
- орден „Народна република България“ – II степен (1974)[2]
- орден „9 септември 1944“ – I ст. (1984)[2]
- Съветски орден „Червена звезда“ (ноември 1984)[2]
- орден „Народна република България“ – I степен за участието си във Възродителния процес (1986).[4]
- Герой на социалистическия труд[2]